# Тарасівка (Синюхинобрідська сільська громада)
Тара́сівка (до 1924 року — Іса́ївка) — село в Україні, в Первомайському районі Миколаївської області. Населення становить 338 осіб. Орган місцевого самоврядування — Тарасівська сільська рада, після адміністративної реформи Синюхинобрідська сільська громада.
Село розташоване на річці Чорний Ташлик за 25 км на північний схід від міста Первомайськ і за 7 км від залізничної станції Бандурка.

## Історія села
Село засноване в 80-х рр. XVIII ст. Перша назва села Ісаївка від прізвища місцевого поміщика майора Івана Ісаєва, який привіз сюди перших поселенців. В селі була Церква святого великомучиника Димитрія Солунського.
В роки Радянської влади село перейменоване на честь Т. Г. Шевченка в Тарасівку.
В період тимчасової німецької окупації в 1942—1944 рр. в Тарасівці діяла підпільна радянська партизанська група у складі 10 осіб. Підпільники поширювали серед населення листівки, повідомлення Радінформбюро. На фронтах Другої Світової війни билися з німцями 317 жителів Тарасівки, 182 з них загинули, 133 — нагороджені орденами і медалями.
У Тарасівці і Лозуватці є братські могили радянських воїнів.
19 січня 2015 року у селі було знесено пам'ятник Леніну.

## Економіка села
У Тарасівці обробляються 5615 га сільськогосподарських угідь, в тому числі 5107 га орних земель. Основний напрям господарства — виробництво зерна.
За трудові досягнення 91 людина були нагороджені орденами і медалями, в тому числі орденом Леніна — начальник виробничої ділянки А. С. Жук. Ордена Трудового Червоного Прапора удостоєні свинарка Л. І. Васильєва, тракторист П. Н. Дідик, бригадир тракторної бригади І. М. Курочкін, телятник Є. Г. Погорєлова. У селі Світочі живе свинарка, Герой Соціалістичної Праці Критіна О. Д.

## Освіта і культура
У Тарасівці є восьмирічна школа (12 учителів і 80 учнів), будинок культури із залом для глядачів на 460 місць, бібліотека з книжковим фондом 10,2 тис. примірників. До послуг населення — фельдшерсько-акушерський пункт, дитячі ясла на 60 місць, магазин, відділення Укрпошти та «Нова пошта».

## Церква святого великомучиника Димитрія Солунського
- Священник Афанасій Закрицький (1882—1886)
- Псаломщик Димитрій Гембаржевський (1882—1889)
- Священник Іліодор Правдолюбов (1889—1890)
- Священник Петро Завіновський (1890—1891)
- В.о. псаломщика Гервасій Клопотовський (1890)
- Псаломщик Іван Пономарьов (1890—1891)
- Священник Ілля Артисевич (1892)
- Священник Димитрій Мануїлович Галицький (1892—1896)
- В.о. псаломщика Іван Крисин (1892—1893)
- Псаломщик Корній Васильович Єленів (1896—1900)
- Священник Микола Зеленкевич (1898—1900)